# Nattawut Suksum
Nattawut Suksum (født 6. november 1997) er en thailandsk fodboldspiller.